# Grootschermer
Grootschermer (52° 35′ N, 4° 51′ L) é uma cidade dos Países Baixos, na província de Holanda do Norte. Grootschermer pertence ao município de Alkmaar, e está situada a 9 km sudeste de Alkmaar.
Em 2001, a cidade de Grootschermer tinha 205 habitantes. A área urbana da cidade é de 0.048 km², e tem 89 residências.
A área de Grootschermer, que também inclui as partes periféricas da cidade, bem como a zona rural circundante, tem uma população estimada em 540 habitantes.